# Convención sobre la Imprescriptibilidad de los Crímenes de Guerra y de los Crímenes de Lesa Humanidad
La Convención sobre la imprescriptibilidad de los crímenes de guerra y de los crímenes de lesa humanidad fue adoptada y abierta a la firma, ratificación y adhesión por la Resolución 2391 (xxiii) de la Asamblea General de las Naciones Unidas del 26 de noviembre de 1968. Entró en vigor el 11 de noviembre de 1970, de conformidad con las disposiciones de su artículo viii (90 días después del depósito de la décima ratificación).
La Convención establece que ningún Estado signatario podrá aplicar prescripciones legales a:
- Crímenes de guerra tal como se definen en el Estatuto del Tribunal Militar Internacional de Núremberg del 8 de agosto de 1945.
- Crímenes de lesa humanidad, ya sean cometidos en tiempo de guerra o en tiempo de paz, tal como se definen en el Estatuto del Tribunal Militar Internacional de Núremberg, el desalojo por ataque armado u ocupación, los actos inhumanos resultantes de la política de apartheid y el crimen de genocidio según la definición de la Convención para la prevención y la sanción del delito de genocidio de 1948.

A partir de diciembre de 2020 con la adhesión de Ecuador, la Convención tiene 56 Estados parte (55 Estados miembros de la ONU y el Estado de Palestina).

## Principio
Según Vladimir Jankélévitch, la aplicación del concepto de imprescriptibilidad de los crímenes contra la humanidad es la siguiente: «Cuando un acto niega la esencia del hombre en cuanto hombre, la prescripción que tendería a absolverlo en nombre de la moral contradice la moral misma. ¿No es contradictorio invocar el perdón? Olvidar este gigantesco crimen contra la humanidad sería un nuevo crimen contra el género humano».
Pierre Mertens añade la dimensión de derecho internacional de esta imprescriptibilidad: «No es concebible la aplicación de la “ley del olvido” a crímenes que han sido perpetrados contra la comunidad de naciones y la humanidad como tal. Estos crímenes no prescriben. Si, por razones técnicas, estos crímenes sólo pueden, en el estado actual de desarrollo del derecho positivo, ser castigados en el ámbito interno, ello debe hacerse de conformidad con el derecho internacional y con el debido reconocimiento de su primacía».

## Estados miembros
- Firmantes
  -  Polonia, firmó el 16/12/1968, ratificado el 14/02/1969
  -  Rusia, firmó el 06/01/1969, ratificado el 22/04/1969
  -  Bielorrusia, firmó el 07/01/1969, ratificado el 08/05/1969
  -  Bulgaria, firmó el 21/01/1969, ratificado el 21/05/1969
  -  Mongolia, firmó el 31/01/1969, ratificado el 21/05/1969
  -  Ucrania, firmó el 14/01/1969, ratificado el 19/06/1969
  -  Hungría, firmó el 25/03/1969, ratificado el 24/06/1969
  -  Rumania, firmó el 17/04/1969, ratificado el 15/09/1969
  -  Yugoslavia, firmó el 16/12/1968, ratificado el 09/06/1970
  -  Checoslovaquia, firmó el 21/05/1969, ratificado el 13/08/1970
  -  México, firmó el 03/07/1969, ratificado el 15/03/2002

- Adherentes
  -  Nigeria, adhirió el 01/12/1970
  -  India, adhirió el 12/01/1971
  -  Albania, adhirió el 19/05/1971
  -  Guinea, adhirió el 07/06/1971
  -  Kenia, adhirió el 01/05/1972
  -  Túnez, adhirió el 15/06/1972
  -  Cuba, adhirió el 13/09/1972
  -  Camerún, adhirió el 06/10/1972
  -  Filipinas, adhirió el 15/05/1973
  -  Ruanda, adhirió el 16/04/1975
  -  Gambia, adhirió el 29/12/1978
  -  San Vicente y las Granadinas, adhirió el 09/11/1981
  -  Vietnam, adhirió el 06/05/1983
  -  Afganistán, adhirió el 22/07/1983
  -  Bolivia, adhirió el 06/10/1983
  -  Corea del Norte, adhirió el 08/11/1984
  -  Laos, adhirió el 28/12/1984
  -  Nicaragua, adhirió el 03/09/1986
  -  Yemen, adhirió el 09/02/1987
  -  Libia, adhirió el 16/05/1989
  -  Estonia, adhirió el 21/10/1991
  -  Letonia, adhirió el 14/04/1992
  -  Eslovenia, adhirió el 06/07/1992
  -  Croacia, adhirió el 12/10/1992
  -  Moldavia, adhirió el 26/01/1993
  -  Chequia, adhirió el 22/02/1993
  -  Eslovaquia, adhirió el 28/05/1993
  -  Armenia, adhirió el 23/06/1993
  -  Bosnia y Herzegovina, adhirió el 01/09/1993
  -  Macedonia del Norte, adhirió el 18/01/1994
  -  Kuwait, adhirió el 07/03/1995
  -  Georgia, adhirió el 31/03/1995
  -  Lituania, adhirió el 01/02/1996
  -  Azerbaiyán, adhirió el 16/08/1996
  -  Ghana, adhirió el 07/09/2000
  -  Serbia, adhirió el 12/03/2001
  -  Uruguay, adhirió el 21/09/2001
  -  Perú, adhirió el 11/08/2003
  -  Argentina, adhirió el 26/08/2003
  -  Liberia, adhirió el 16/09/2005
  -  Montenegro, adhirió el 23/10/2006
  -  Panamá, adhirió el 21/06/2007
  -  Paraguay, adhirió el 23/09/2008
  -  Costa Rica, adhirió el 27/04/2009
  -  Honduras, adhirió el 16/08/2010
  -  Estado de Palestina, adhirió el 02/01/2015
  -  Ecuador, adhirió el 01/12/2020